# Старая Михайловка (Полтавская область)
Старая Михайловка (укр. Стара Михайлівка) — село,
Проценковский сельский совет,
Зеньковский район,
Полтавская область,
Украина.
Код КОАТУУ — 5321385004. Население по переписи 2001 года составляло 11 человек.

## Географическое положение
Село Старая Михайловка находится на расстоянии в 1 км от села Васильково.

## История
- ? — основано как село Саевичи.
- ? — переименовано в село Старая Михайловка.
- Есть на карте 1869 года как Михайловка[2]